# Racine d'un nombre complexe
Une racine carrée (complexe) d'un nombre complexe z est un nombre complexe w vérifiant w2 = z. Tout nombre complexe a exactement deux racines carrées (complexes) opposées, distinctes, excepté 0, dont 0 est la seule racine carrée. Par exemple, les deux racines carrées (complexes) de –1 sont i et –i où i est l'unité imaginaire.   
Plus généralement, une racine n-ième de z est un nombre complexe w vérifiant wn = z. Hormis 0, tout nombre complexe admet exactement n racines n-ièmes distinctes. Par exemple, j = (–1 + i√3) / 2 est une racine troisième de 1.
Les racines n-ièmes de l'unité 1 forment un groupe pour le produit, noté Un, qui est un groupe cyclique d'ordre n.
Il n'existe aucune détermination continue d'une racine carrée sur ℂ. Plus précisément, il n'existe aucune application continue f : ℂ\{0} → ℂ telle que (f(z))2 = z.

## Formules

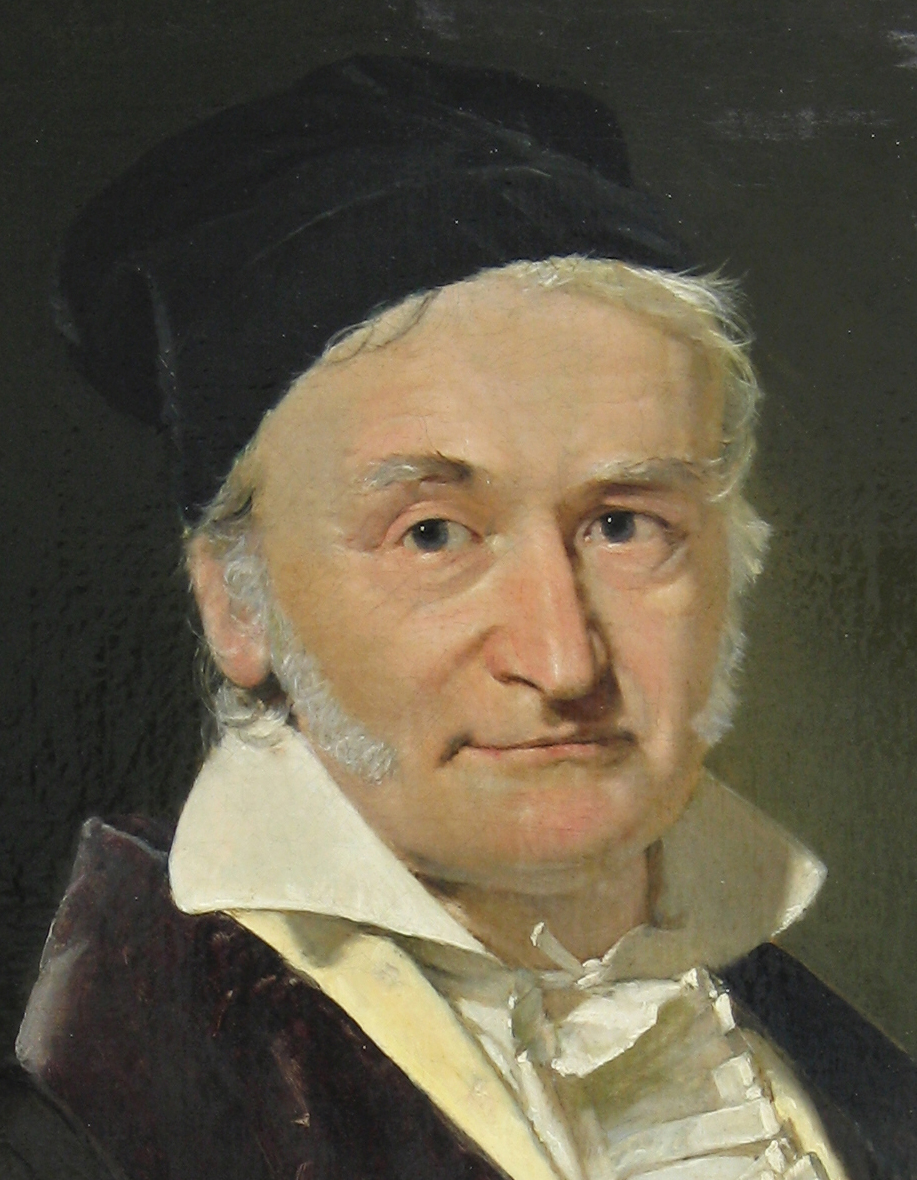
Carl Friedrich Gauss à qui l'on doit les premières preuves rigoureuses du théorème fondamental

Racines carrées en coordonnées cartésiennes
Racines k-ièmes en coordonnées polaires
En coordonnées polaires, un nombre complexe non nul s'écrit  z = reiθ où r est un réel strictement positif. Les racines k-ièmes de z sont les nombres complexes w tels que wk = z. Elles sont au nombre de k et sont explicitement données par :
Pour k = 2, on retrouve une description des racines carrées. La vérification est une application de la formule de Moivre.

## Existence
Les formules ci-dessus démontrent l'existence des racines carrées et des racines k-ièmes de l'unité. Néanmoins, les formules pour les racines k-ièmes s'appuient sur la définition de l'exponentielle complexe et sur la formule de Moivre. La définition de cette application exponentielle est fondée sur la théorie de l'intégration, des équations différentielles ou des séries entières.

### Le théorème fondamental de l'algèbre
Le théorème fondamental de l'algèbre peut s'appliquer ici, et montre que tout nombre complexe non nul admet exactement k racines complexes distinctes.
Démonstration — 
D'après le théorème fondamental de l'algèbre, tout polynôme se factorise en un produit de polynomes de degré 1, en particulier le polynôme Q(X) = Xk – z se factorise en un produit de k polynômes de la forme X – w où w est nécessairement une racine k-ième de z. Si k > 1, il faut justifier que les racines sont deux à deux distinctes, ou encore, qu'aucune racine de Q(X) n'est racine de son polynôme dérivé Q'(X). Or Q'(X) = kXk – 1 a pour seule racine 0, qui n'est pas racine de P.
Le théorème fondamental de l'algèbre possède de nombreuses preuves. Certaines sont détaillées dans l'article dédié. La plupart utilisent des outils de topologie et d'analyse, voire d'analyse complexe. L'appliquer ici pour éviter la formule de Moivre a un sens seulement si l'on dispose d'une preuve qui utilise l'algèbre seule. Une telle démonstration a été publiée par le collectif Nicolas Bourbaki en 1952, corrigeant une idée présentée par Laplace en 1795[réf. nécessaire].
Utiliser la preuve attribuée à d'Alembert et à Argand ne serait pas valable ici. Cette preuve s'appuie sur une construction des racines k-ièmes des nombres complexes. Cette construction ne doit pas faire appel à la formule de Moivre.

### Construction par récurrence sur la 2-valuation dek
En 1941, Littlewood rappelle qu'il existe une preuve simple d'existence de racines k-ièmes dont les deux seuls ingrédients non algébriques sont les mêmes que ceux d'une preuve sophistiquée du théorème fondamental : l'existence de racines carrées pour les réels positifs et le fait que tout polynôme à coefficients réels de degré impair possède au moins une racine réelle.
- Première étape : on démontre d'abord que si k est impair, tout complexe a + ib possède au moins une racine k-ième. Le cas b = 0 étant acquis, il suffit de remarquer que dans le cas b ≠ 0, les solutions réelles de l'équation (x + iy)k = ±(a + ib) sont les couples (ty, y) tels que
  - t est une racine du polynôme i[(t + i)k(a – ib) – (t – i)k(a + ib)], qui est à coefficients réels et de degré k, et
  - ((ty)2 + y2)k = a2 + b2, c'est-à-dire y2 = k√a2 + b2/(t2 + 1).
- Seconde étape : on étend ensuite le résultat précédent à tout entier k > 0, par récurrence sur sa 2-valuation, c'est-à-dire sur le plus grand entier r tel que k soit divisible par 2r.
  - Le cas r = 0 correspond au cas k impair déjà vu.
  - L'étape de récurrence se fait en remarquant que si k = 2q et si w est l'une des deux racines carrées de z (fournies par des formules en coordonnées cartésiennes), toute racine q-ième de w est racine k-ième de z.

### Lemme de Littlewood

#### Première preuve
La première des deux démonstrations du théorème fondamental de l'algèbre proposées par Littlewood en 1941 est essentiellement celle donnée par d'Alembert et corrigée par Argand et Cauchy, à ceci près qu'il justifie l'existence d'au moins une racine k-ième pour chaque nombre complexe z, en remplaçant l'argument invoqué dans la première étape ci-dessus (le cas où k est impair) par une astuce apparemment plus économique : au lieu d'utiliser la propriété des polynômes à coefficients réels de degré impair, il réutilise la méthode déjà appliquée dans la preuve principale du théorème fondamental.
Sa méthode est donc, pour z non nul, de poser Q(X) = Xk – z, de choisir un complexe w réalisant le minimum de |Q(w)| sur le plan complexe, et de montrer que Q(w) = 0.
- On commence par montrer que w est non nul. Pour cela, on[6] utilise que — par imparité de k — pour tout y, les images par Q des quatre nombres ±y, ±iy sont –z ± yk, –z ± iyk. Pour y assez petit, au moins l'un des quatre sommets de ce carré est plus proche de 0 que ne l'est son centre –z, autrement dit : au moins l'une de ces quatre images est de module strictement inférieur à |Q(0)|, donc ce n'est pas en 0 que le minimum est réalisé : w est bien non nul.
- On en déduit ensuite que Q(w) = 0. Pour cela, on écrit{\displaystyle Q(w+h)=(w^{k}-z)+kw^{k-1}h+h^{2}R(h)}pour un certain polynôme R. Pour |h| ≤ 1, on a |h2R(h)| ≤ α|h|2 où α est la somme des modules des coefficients de R. Pour{\displaystyle h=-t{\frac {w^{k}-z}{kw^{k-1}}}\quad {\text{avec}}\quad 0<t<1,}il vient{\displaystyle |Q(w)|\leq |Q(w+h)|\leq (1-t)|Q(w)|+\beta t^{2},} si bien que |Q(w)| ≤ βt, d'où (en passant à la limite quand t tend vers 0) Q(w) = 0.

Une fois établi ce lemme (d'existence d'au moins une racine k-ième), la démonstration du théorème fondamental de l'algèbre se poursuit de manière identique à celle donnée par d'Alembert et corrigée par Argand et Cauchy. On déduit alors de ce théorème (cf. supra) que tout nombre complexe non nul admet exactement k racines k-ièmes complexes.

#### Seconde preuve
La seconde preuve de Littlewood évite la répétition de l'argument du minimum (d'abord pour le lemme sur l'existence de racines puis pour la preuve principale), au prix d'un raisonnement par récurrence. Débarrassée de cette récurrence en fait inutile, sa preuve consiste essentiellement à remarquer que
- dans sa preuve du théorème fondamental, Cauchy n'utilise pas l'existence de racines k-ièmes mais seulement la propriété suivante : pour tout complexe a non nul et tout entier k > 0, il existe un complexe c tel que la partie réelle de ck/a soit strictement positive ;
- pour démontrer cette propriété, il suffit de savoir exhiber, pour tout entier j > 0, une racine j-ième de –1[7].
En effet, en notant α et β les parties réelle et imaginaire de a (non toutes deux nulles), un complexe c tel que Re(ck/a) > 0 est alors fourni par :
  - si α > 0, c = 1,
  - si α < 0, c = une racine k-ième de –1,
  - si α = 0, c = une racine (2k)-ième de –1 ou sa conjuguée, le choix entre les deux s'effectuant en fonction du signe de β ;
- dans le cas particulier des racines de –1, la première étape de la construction par récurrence sur la 2-valuation de j est inutile : si j est impair, (–1)j = –1.

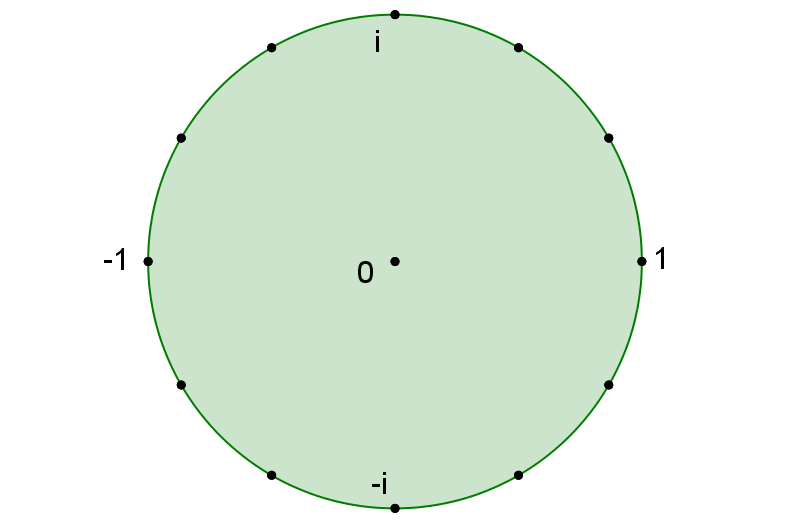
Racines douzièmes de l'unité, positionnées sur le cercle unité

## Racines de l'unité
Les racines k-ièmes de l'unité 1 sont parfois appelées les nombres de Moivre. Le produit d'une racine n-ième de 1 et d'une racine k-ième de 1 est une racine r-ième de 1, où r = PPCM(k, n). En particulier, l'ensemble 𝕌k des racines k-ièmes de 1 est stable par multiplication. C'est un groupe fini. Les racines k-ièmes de 1 s'écrivent :
Le groupe 𝕌k est cyclique et ses générateurs sont appelés les racines primitives k-ièmes de l'unité.
Toutes les racines k-ièmes de l'unité sont situées sur le cercle unité et sont les sommets d'un polygone régulier à k côtés ayant un sommet d'affixe 1.

## Détermination continue
Si U est une partie de ℂ, une détermination continue d'une racine carrée sur U est une application continue f : U → ℂ telle que (f(z))2 = z.

Il n'existe aucune détermination continue d'une racine carrée sur ℂ\{0}, ni même sur le cercle unité.
Démonstration — 

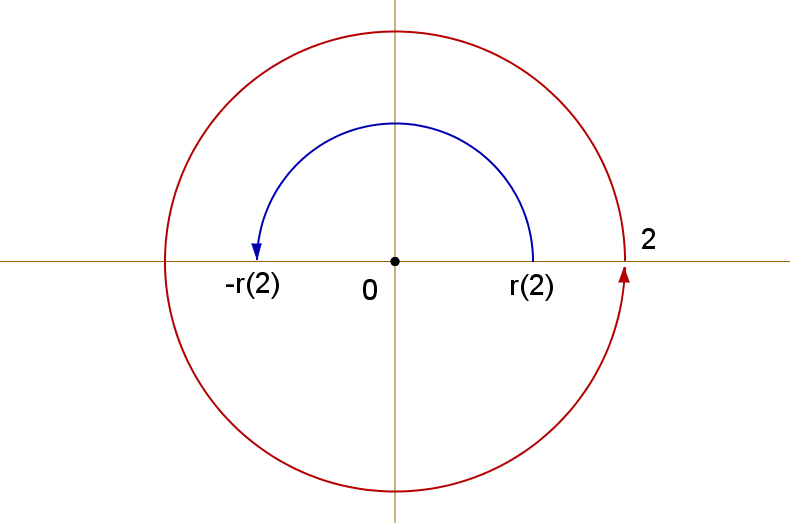

Sinon, il existerait une fonction continue f, qui à tout complexe de module 1, eiθ, associe l'une de ses deux racines carrées : eiθ/2 ou –eiθ/2. La fonction
serait alors continue et à valeurs dans {–1, 1} donc (par connexité de ℝ) constante :
Mais alors, remplacer θ par θ + 2π pose problème : le terme de droite (non nul) est remplacé par son opposé tandis que le terme de gauche reste inchangé. D'où une contradiction.
L'image ci-contre illustre ce phénomène. Pour un tour complet effectué le long d'un cercle de centre 0, le suivi continu d'une racine carrée ne parcourt qu'un demi-tour.